# Rhizoecus bicirculus
Rhizoecus bicirculus är en insektsart som beskrevs av Mckenzie 1967. Rhizoecus bicirculus ingår i släktet Rhizoecus och familjen ullsköldlöss. Inga underarter finns listade i Catalogue of Life.